# Lacinipolia cuneata
Lacinipolia cuneata är en fjärilsart som beskrevs av Augustus Radcliffe Grote 1873. Lacinipolia cuneata ingår i släktet Lacinipolia och familjen nattflyn. Inga underarter finns listade i Catalogue of Life.